# Banca centrale di Samoa
La banca centrale di Samoa è la banca centrale dello stato oceaniano di Samoa.
La valuta ufficiale è il tālā samoano.